# Kuklica
Kuklica ( Куклица) település Észak-Macedóniában, a Északkeleti körzetben, Kratovo községben.

## Népesség
| Lakosok száma | 428  | 532  | 540  | 450  | 245  | 149  | 116  | 97   | 55   |
|               | 1948 | 1953 | 1961 | 1971 | 1981 | 1991 | 1994 | 2002 | 2021 |

- 2002-ben 97 lakosa volt, akik mindannyian macedónok.